# 德鲁·吉尔平·福斯特
凯瑟琳·德鲁·吉尔平·福斯特（英語：Catharine Drew Gilpin Faust，1947年9月18日—），美国历史学家、教育家，哈佛大学前校长（2007年－2018年），之前担任哈佛拉德克里夫高等研究院院长。
福斯特是哈佛大学历史上第一位女校长，也是自1672年以来第一位没有哈佛学习经历的哈佛校长。

## 生平
福斯特出生于纽约，随后在她的家乡，位于弗吉尼亚州雪倫多亞河谷的克拉克县一个富庶的家庭抚养长大。父亲麦克奇，母亲凯瑟琳。家族在政商界關係良好，她的曾祖父劳伦斯·泰森在1920年代是代表田纳西州的一位美国参议员。
福斯特1964年毕业于马萨诸塞州的女子预备学校康科德学院，然后进入布林莫尔学院深造，1968年从历史系毕业获文学士学位。接着福斯特进入了宾夕法尼亚大学攻读历史硕士学位，1975年又在那里获得了美洲文明专业的博士学位，同年起留校担任美洲文明专业的助教授。后由于出色的研究成果和教学，她获任历史学系教授。福斯特是一位研究美国南方战前历史和美国内战历史的专家，在美国内战时期反映南方阵营思想的意识形态和南方女性生活方面都卓有成见，并出版了5本相关书籍，其中最著名的一本《创造之母：美国内战南方蓄奴州妇女》在1997年获得美国历史学会美国题材年度非小说类最佳著作奖。
2001年，福斯特进入哈佛大学，并担任拉德克里夫高等研究院的首任正式院长，该学院的前身是拉德克利夫学院。
福斯特同时还是布林莫尔学院、美国梅隆基金会、美国国家人文中心的理事会理事，以及担任古根汉姆基金会教育咨询委员会成员。
福斯特是随她的前夫斯蒂芬之姓，1976年两人离异后，福斯特与美国医药史方面首屈一指的专家查尔斯·罗森伯格结婚。

## 成為哈佛大学校長
2006年6月30日，时任哈佛大学校长的劳伦斯·萨默斯因舆论谴责而被迫辞职。他在一次讲话中出言不逊，宣称学术领域的成功与男女性别差异有关，由于其对性别歧视的争议，不得不选择辞职。哈佛老校长（1971年－1991年）德里克·博克重新出山，代理校长职务，直到新一任校长选出。
2007年2月8日，哈佛大学日报《哈佛红报》宣布福斯特当选为新一任校长，3天后，即2月11日，学校董事会证实了这一消息。

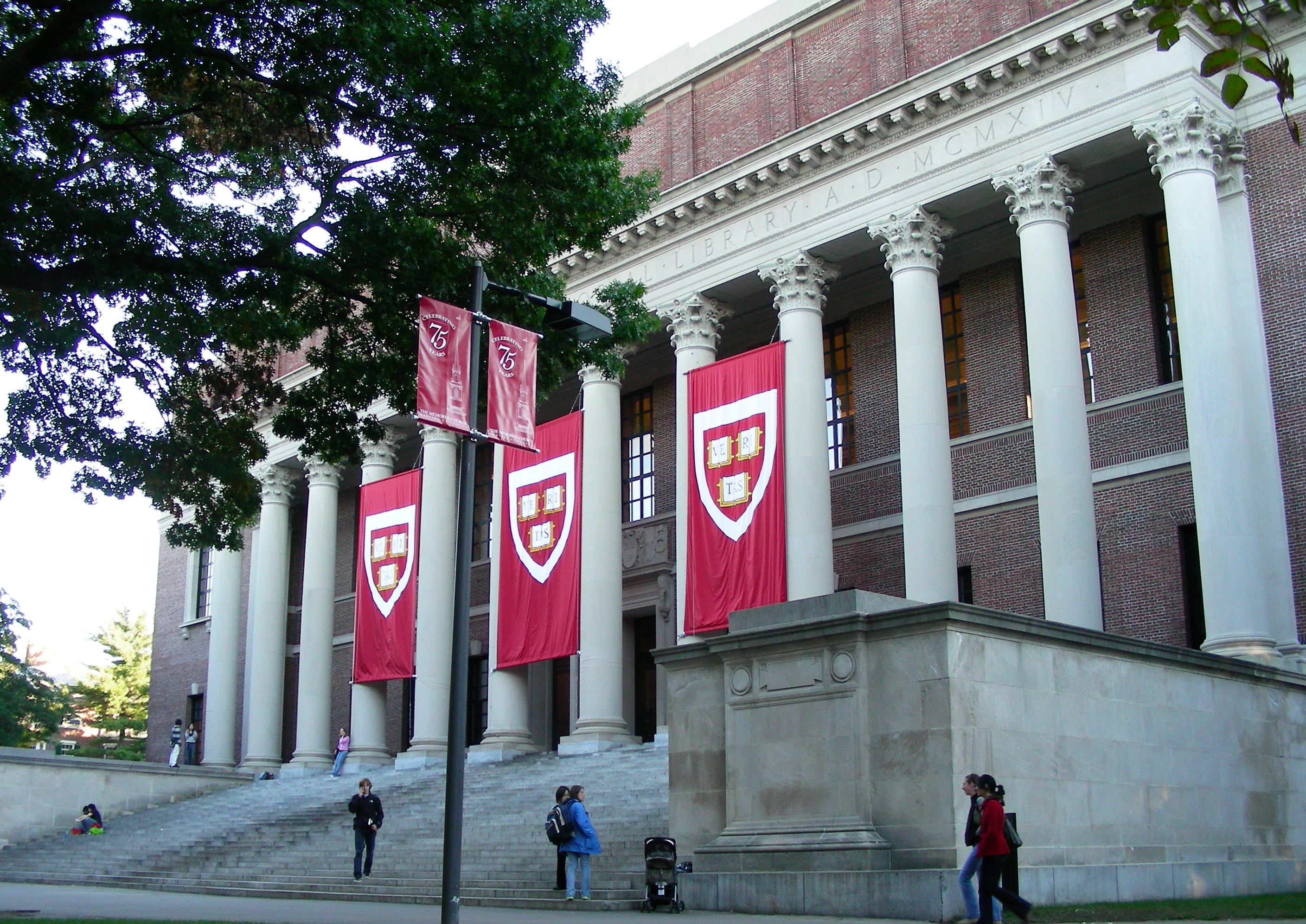
福斯特就职典礼前的礼堂

福斯特在当选后的校园新闻发布会上这样说道：“我希望我的任命能成为机会均等的象征，这在一个世纪之前是不可想象的。”并强调：“我不是哈佛女校长，我是哈佛校长。”
2007年10月12日，福斯特在剑桥镇正式就任哈佛大学校长，在就职演说中，她对大学下了新的定义：“一所大学的精神所在，是它要特别对历史和未来负责——而不单单或着仅仅是对现在负责。一所大学关乎学问，影响终生的学问，将传统传承千年的学问，创造未来的学问。”

## 私生活
1988年，福斯特被診斷出罹患乳癌，她拒絕向媒體透露病情細節。

## 榮譽
2007年獲選時代雜誌年度百大人物。
2007年時由鮑登学院授予榮譽博士學位。
2009年获班克洛夫特奖(《这受难的国度：死亡与美国内战》)
2018年获克鲁格奖

## 部分著作
- This Republic of Suffering: Death and the American Civil War (Knopf, 2008) ISBN 978-0-375-40404-7
  - This Republic of Suffering made the New York Times Book Review list of "10 Best Books of 2008" as chosen by the paper's editors.[9]The book was also a finalist for the National Book Awards (2008) and the Pulitzer Prize. (2009) [10]
  - This Republic of Suffering received the 2009 Bancroft Prize from Columbia University
- Mothers of Invention: Women of the Slaveholding South in the American Civil War (University of North Carolina Press, 1996) ISBN 978-0-8078-5573-7
- Southern Stories: Slaveholders in Peace and War (University of Missouri Press, 1992) ISBN 978-0-8262-0975-7
- The Creation of Confederate Nationalism: Ideology and Identity in the Civil War South (Louisiana State University Press, 1982) ISBN 978-0-8071-1606-7
- James Henry Hammond and the Old South: A Design for Mastery (Louisiana State University Press, 1982) ISBN 978-0-8071-1248-9
- A Sacred Circle: The Dilemma of the Intellectual in the Old South, 1840-1860 (University of Pennsylvania Press, 1977) ISBN 978-0-8122-1229-7